# Medelo
Medelo es una freguesia portuguesa del concelho de Fafe, con 1,99 km² de superficie y 1.604 habitantes (2001). Su densidad de población es de 806,0 hab/km².